# Miria Contreras
Miria Orea Contreras Bell (Taltal, 28 de abril de 1927-Santiago, 22 de noviembre de 2002), popularmente conocida como «La Payita», fue la secretaria personal del presidente chileno Salvador Allende.

## Biografía

### Juventud
Fue hija de José Ángel Contreras y Olga Bell.
Se trasladó a la capital chilena en su niñez para estudiar en un internado de monjas. En 1950 se casó con Enrique Ropert Gallet, con quien tuvo tres hijos: Isabel, Enrique y Max.

### Secretaria de Allende
Durante la década de 1950, los Ropert Contreras se hicieron amigos del matrimonio compuesto por el político Salvador Allende y Hortensia Bussi, quienes eran vecinos de la casa de Guardia Vieja 392 en la comuna de Providencia. En 1960, "la Payita" (conocida así desde la infancia por no poder pronunciar la palabra «playita») comenzó a trabajar como secretaria personal de Allende, y al poco tiempo se convirtió en su amante.
En 1970 Salvador Allende ganó la elección presidencial y Contreras se trasladó en su calidad de secretaria del presidente al Palacio de La Moneda. En ese intertanto, se separó de Ropert y se fue a vivir a El Cañaveral, siendo su casa la residencia del presidente durante los fines de semana. El matrimonio Allende Bussi tampoco iba por buen camino y, según algunos, la relación con "la Payita" hizo al presidente pensar en la separación. A pesar de ello, Contreras y la primera dama supieron manejar su tensa relación evitando ser objeto de disputas públicas, aunque entre la ciudadanía abundaban las bromas por la relación extramarital del presidente con su secretaria.[cita requerida]

### El golpe de Estado

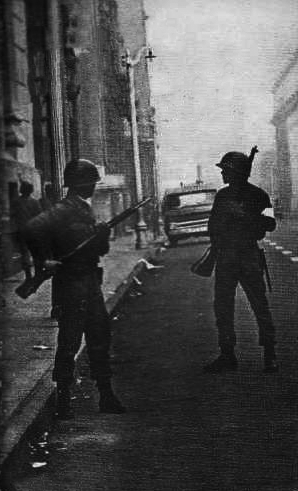
Soldados en una calle de Santiago, el 11 de septiembre de 1973

El 11 de septiembre de 1973, las Fuerzas Armadas chilenas realizaron un golpe de Estado contra Allende. Contreras, que estaba en El Cañaveral, tras saber de la noticia fue con su hijo Enrique (en ese entonces de 20 años, estudiante de economía de la Universidad de Chile), a La Moneda, donde los golpistas lo tomaron preso, mientras ella lograba arrancar para entrar al palacio, donde fue una de las últimas personas que vio a Allende con vida antes del bombardeo, momento en que fue llevada a un subterráneo del edificio.
La versión más difundida señala que Allende, al comenzar a quemarse el salón Carrera del palacio, le entregó a Contreras el Acta de Independencia de Chile original. Cuando "la Payita", junto con otros sobrevivientes del bombardeo a La Moneda, abandonaron el edificio por la entrada de calle Morandé 80, fueron detenidos por soldados. Uno de ellos le exigió sacarse la chaqueta que tenía puesta, procediendo a romper un «papel viejo» que tenía en su interior, sin escuchar sus advertencias; ella le había señalado que no lo hiciera, pues se trataba del Acta de la Independencia de Chile.
El 19 de septiembre, el cadáver de su hijo fue hallado a orillas del río Mapocho. El funeral de Enrique Ropert Contreras se realizó el 3 de octubre, y su padre no pudo asistir pues estaba detenido en el Estadio Nacional.

### Exilio y últimos años
Con ayuda de la embajada sueca, donde se refugió en diciembre de 1973, Contreras se exilió en La Habana (Cuba), donde trabajó en la empresa estatal de turismo Havanatur, siendo su representante en las ciudades de París y Miami.
En 1990 regresó a Chile, donde su única aparición pública fue para interponer la querella número 72 en contra de Augusto Pinochet, en 2000, por la muerte de su hijo Enrique. Falleció en Santiago el 22 de noviembre de 2002.